# Amomum hastilabium
Amomum hastilabium är en enhjärtbladig växtart som beskrevs av Henry Nicholas Ridley. Amomum hastilabium ingår i släktet Amomum och familjen Zingiberaceae. Inga underarter finns listade i Catalogue of Life.